# Jaason Simmons
Ne doit pas être confondu avec Jason Simmons.
Pour les articles homonymes, voir Simmons.
Jaason Simmons, né le 12 juillet 1970 à Hobart, est un acteur australien. 
Il est principalement connu pour avoir joué dans la série Alerte à Malibu entre 1994 et 1997. 

## Filmographie

### Cinéma
- 1996 : Page 73 de Jeff Darling
- 1997 : Piège dans l'espace de Phillip J. Roth : Simms, Endeavor Crew
- 1997 : Nowhere de Gregg Araki
- 1998 : Frankenstein Reborn! de David DeCoteau : Victor
- 1998 : The Pass de Kurt Voss : Blackjack Dealer
- 2000 : Frankenstein & the Werewolf Reborn! de David DeCoteau  : Victor
- 2003 : The Devil's Tattoo de Julian Kean : Vincent
- 2006 : Bloody Mary (en) de Richard Valentine : Dr. Daniels
- 2006 : Mad Cowgirl de Gregory Hatanaka : Jonathan Hunter
- 2009 : Friend of Dorothy de Stewart Wade : Dr. Harvard jeune

### Télévision
- 1992 : Paradise Beach : Harry Tait
- 1994-1997 : Alerte à Malibu : Logan Fowler
- 1995 : Alerte à Malibu, le film : Logan Fowler
- 1997 : Viper : Steve Hoffman
- 2000 : This Is How the World Ends : Australian Guy
- 2013 : Sharknado de Anthony C. Ferrante : Baz Hogan
- 2017 : L'Attaque du requin à trois têtes (3-Headed Shark Attack) : Ted Nelson, docteur en biologiste marine